# Alexis Tomassian
Pour les articles homonymes, voir Tomassian.
Alexis Tomassian est un acteur et directeur artistique français, né le 13 juillet 1979 à Alfortville (Val-de-Marne).
Très actif dans le doublage, il est notamment la voix française régulière de Justin Timberlake, Rami Malek et Zach Braff ainsi que l'une des voix d'Aaron Taylor-Johnson, Tobey Maguire, Eminem et Shia LaBeouf.
Également très actif dans l'animation, il est connu pour être entre autres la voix de Robin / Tim Drake dans la plupart des séries où le personnage est apparu, Martin Mystère dans la série du même nom, Light Yagami dans l'anime Death Note et Philip J. Fry dans la série Futurama,, ainsi que le prince Zuko dans Avatar, le dernier maître de l'air.

## Biographie
D'ascendance arménienne, il fait ses débuts sur scène en 1991, en interprétant le personnage de Gavroche dans la comédie musicale Les Misérables (en alternance avec Ludwig Briand).
Il a été élève à l'École des Enfants du Spectacle de 1992 à 1995.
Ayant débuté très jeune le doublage, il est ami avec le comédien Donald Reignoux, qui possède un timbre de voix assez similaire au sien (ce qui explique qu'ils aient doublé beaucoup d'acteurs en commun). Ils se sont notamment partagé le rôle de Robin Trépide dans Kim Possible et donné la réplique dans SuperGrave.
Ils sont également connus, sous le pseudonyme de « Mr Dose » (Alexis) et « Donatello » (Donald), dans le milieu du stunt (acrobaties de moto) en tant que membres d'une des toutes premières équipes françaises : Roue2ouf.
Son fils, Sacha Tomassian, et sa nièce, Bianca Tomassian, travaillent aussi dans le doublage.

## Théâtre
- 1991 : Les Misérables : Gavroche (en alternance)

## Filmographie

### Cinéma

#### Longs métrages
- 1991 : Génial, mes parents divorcent ! de Patrick Braoudé : David
- 1992 : 588, rue Paradis d'Henri Verneuil : le fils de Pierre Zakar, Adrien
- 1997 : Amour et Confusions de Patrick Braoudé : garçon moqueur 2
- 2002 : Cavale de Lucas Belvaux : Banane
- 2002 : Après la vie de Lucas Belvaux : Banane
- 2004 : Narco de Tristan Aurouet et Gilles Lellouche : le patient de Pupkin qui hurle
- 2016 : Dieumerci ! de Lucien Jean-Baptiste : le prisonnier au bonnet rouge
- 2017 : La Deuxième Étoile de Lucien Jean-Baptiste : la Fouine

#### Courts métrages
- 2005 : Rue des Vertus : Marc
- 2010 : Mytho Logique : Satyre[9]
- 2010 : Mau : Kiphy[10]

### Télévision

#### Téléfilms
- 1994 : Cherche famille désespérément de François Luciani : Milan
- 1994 : La fille du roi de Philippe Triboit : Michou
- 1995 : Les Agneaux de Marcel Schüpbach : ?
- 1998 : Le Monde d'Angelo de Pascal Kané : Jeff
- 1999 : Un bonheur si fragile de Jacques Otmezguine : Julien
- 2001 : Mère de toxico de Lucas Belvaux : Nicolas
- 2002 : Passage du bac de Olivier Langlois : Bastien
- 2003 : L'Adieu de François Luciani : François
- 2004 : L'Été de Chloé de Heikki Arekallio : Kévin

#### Séries télévisées
- 1995 : La Rivière Espérance de Christian Signol : Jean Paradou à 13 ans (mini-série)
- 1996 : L'Histoire du samedi : ? (épisode : Les Feux de la Saint-Jean de François Luciani)
- 1997 : Regards d'enfance : Patrick (épisode : Mélanie d'Emmanuel Finkiel)
- 1998 : Les B.R.A.V. : Gérard Lemoine
- 2000 : Un flic nommé Lecoeur : ? (épisode : Lucille de Jean-Yves Pitoun)
- 2000-2001 : Le Grand Patron : Alexandre Fresnay (épisodes : L'Esprit de famille et Pari sur la vie de Claude-Michel Rome)
- 2005 : Mission protection rapprochée  : Kevin (épisode Trois en un de Dennis Berry)
- 2019 : Cut ! : le fournisseur du restaurant de Laura (épisodes : Une fille comme ça et L'Effet Mélanie de François Bigras, David Hourrègue et Matthieu Vollaire)
- 2025 : Joseph de Lucien Jean-Baptiste : Lucas Novak (saison 1, épisode 1)

#### Émission
- 2005 : Groland, sketch Pizza 12 : Laurent Montel

## Doublage
Sources : La Tour des héros, Doublage Séries Database, Planète Jeunesse et selon les cartons du doublage français sur les DVD zone 2.

### Cinéma

#### Films
- Justin Timberlake[12] dans (10 films) :
  - Edison (2006) : Josh Pollack
  - Alpha Dog (2006) : Franckie « Nuts » Ballenbacher
  - The Social Network (2010) : Sean Parker
  - Bad Teacher (2011) : Scott Delacorte
  - Sexe entre amis (2011) : Dylan
  - Time Out (2011) : Will Salas
  - Une nouvelle chance (2011) : Johnny Flanagan
  - Players (2013) : Richie Furst
  - Palmer (2021) : Eddie Palmer
  - Reptile (2023) : Will Grady
- Rami Malek dans (9 films) :
  - Il n'est jamais trop tard (2011) : Steve Dibiasi
  - Twilight, chapitre IV : Révélation (2012) : Benjamin
  - The Master (2013) : Clark
  - Need for Speed (2014) : Finn
  - Papillon (2017) : Louis Delga
  - Une affaire de détails (2021) : le capitaine Jim « Jimmy » Baxter
  - Mourir peut attendre (2021) : Lyutsifer Safin
  - Oppenheimer (2023) : David L. Hill
  - The Amateur (2025) : Charles Heller
- Steve-O dans (5 films) :
  - Jackass, le film (2002) : Steve-O
  - Jackass deux, le film (2006) : Steve-O
  - Jackass 3D (2010) : Steve-O
  - Jackass Forever (2022) : Steve-O
  - Jackass 4.5 (2022) : Steve-O
- Zach Braff dans (5 films) :
  - Garden State (2004) : Andrew Largeman
  - Le Monde fantastique d'Oz (2013) : Frank / Finley
  - Arnaque à Hollywood (2020) : Walter Creason
  - Treize à la douzaine (2022) : Paul Baker
  - La Québécoise (2024) : Gordon Kinski
- Edward Furlong dans (4 films) :
  - American History X (1998) : Daniel Vinyard
  - Pecker (1998) : Pecker
  - Detroit Rock City (1999) : Hawk
  - Une souris verte (2004) : Thomas Cross
- Marshall « Eminem » Mathers dans (4 films) :
  - The Wash (2001) : Chris
  - 8 Mile (2002) : Jimmy Smith, Jr.
  - L'Interview qui tue ! (2014) : Eminem
  - Happy Gilmore 2 (2025) : Donald Jr.
- Jesse McCartney dans (4 films) :
  - Alvin et les Chipmunks (2007) : Theodore (voix)
  - Alvin et les Chipmunks 2 (2009) : Theodore (voix)
  - Alvin et les Chipmunks 3 (2011) : Theodore (voix)
  - Alvin et les Chipmunks : À fond la caisse (2016) : Theodore (voix)
- Aaron Taylor-Johnson dans (4 films) :
  - Kick-Ass (2010) : Dave Lizewski / Kick-Ass
  - Kick-Ass 2 (2013) : Dave Lizewski / Kick-Ass
  - The Wall (2017) : le sergent Allen Isaac
  - The King's Man : Première Mission (2021) : Archie Reid / Lancelot
- Tobey Maguire dans :
  - Pleasantville (1998) : David / Bud Parker
  - Pur Sang, la légende de Seabiscuit (2003) : Red Pollard
  - Gatsby le Magnifique (2013) : Nick Carraway
- Jason Schwartzman dans :
  - Slackers (2002) : Ethan Dulles
  - Walk Hard: The Dewey Cox Story (2007) : Ringo Starr
  - Hunger Games : La Ballade du serpent et de l'oiseau chanteur (2023) : Lucretius « Lucky » Flickerman
- Emile Hirsch dans :
  - Le Club des empereurs (2002) : Sedgewick Bell
  - Speed Racer (2008) : Speed
  - Mon ex beau-père et moi (2017) : Martin
- Shia LaBeouf dans :
  - I, Robot (2004) : Farber
  - Il était une fois dans le Queens (2006) : Dito jeune
  - Indiana Jones et le Royaume du crâne de cristal (2008) : Mutt Williams
- Kieran Culkin dans :
  - Cavale sans issue (1993) : Mike “Mookie” Anderson
  - Scott Pilgrim (2010) : Wallace Wells
  - My Movie Project (2013) : Neil
  - A Real Pain (2024) : Benji Kaplan
- Michael Oliver (en) dans :
  - Junior le terrible (1990) : Junior Healy
  - Junior le terrible 2 (1991) : Junior Healy
- Elijah Wood dans :
  - Paradise (1991) : Willard
  - À chacun sa guerre (1994) : Stuart « Stu » Simmons
- Joseph Mazzello dans :
  - Jurassic Park (1993) : Timothy « Tim » Murphy
  - Les Vestiges du jour (1993) : Douglas Gresham
- Jesse Bradford dans :
  - Roméo + Juliette (1996) : Balthasar
  - American Girls (2001) : Cliff Pantona
- Jake Gyllenhaal dans :
  - Highway (2002) : Pilot Kelson
  - The Good Girl (2003) : Thomas Worther
- Hayden Christensen dans :
  - La Maison sur l'océan (2002) : Sam Monroe
  - Le Mystificateur (2004) : Stephen Glass
- Rick Gonzalez dans :
  - Rêve de champion (2002) : Rudy Bonilla
  - Coach Carter (2005) : Timo Cruz
- Jamie Bell dans :
  - King Kong (2005) : Jimmy
  - Génération Rx (2005) : Dean
- Michael Cera dans :
  - SuperGrave (2007) : Evan
  - C'est la fin (2013) : Michael Cera[n 3]
- Casey Affleck dans :
  - Gone Baby Gone (2007) : Patrick Kenzie
  - The Finest Hours (2016) : Ray Sybert
- Milo Ventimiglia dans :
  - Rocky Balboa (2007) : Rocky Balboa, Jr.
  - Creed 2 (2019) : Rocky Balboa, Jr.
- Joseph Gordon-Levitt dans :
  - Killshot (2008) : Richie Nix
  - G.I. Joe : Le Réveil du Cobra (2009) : le Docteur / Rex Lewis / Cobra Commander
- Jason Earles dans :
  - Hannah Montana, le film (2009) : Jackson Stewart
  - SOS Daddy (2009) : Merv Kilbo
- Josh Peck dans : 
  - ATM (2012) : Corey
  - L'Aube rouge (2012) : Matt Eckert
- Thomas Middleditch dans :
  - Le Loup de Wall Street (2013) : le fou de Stratton Oakmont
  - Retour à Zombieland (2019) : Flagstaff
- Colson « Machine Gun Kelly » Baker dans :
  - Captive State (2019) : Jurgis
  - Project Power (2020) : Newt
- 1972[13] : Les rebelles viennent de l'enfer : Jake Rumsey (Jeff Bridges)
- 1978[n 4] : Corvette Summer : Kenneth « Kenny » W. Dantley Jr. (Mark Hamill)
- 1982 : Ça chauffe au lycée Ridgemont : Mike Damone (Robert Romanus (en))
- 1991 : Hook ou la Revanche du capitaine Crochet : Jack Banning (Charlie Korsmo)
- 1991 : My Girl : Thomas J. Sennett (Macaulay Culkin)
- 1993 : État second : Jonah Klein (Spencer Vrooman)
- 1994 : La Surprise : Frank Wheeler (Michael Patrick Carter)
- 1994 : Les Chenapans : Waldo Alocius Johnston III (Blake McIver Ewing) (chants)
- 1996 : Sleepers : Lorenzo « Shakes » Carcaterra jeune (Joseph Perrino (en))
- 1997 : Sauvez Willy 3 : Jesse Greenwood (Jason James Richter)
- 1998 : Un élève doué : Todd Bowden (Brad Renfro)
- 1998 : Another Day in Paradise : Bobbie (Vincent Kartheiser)
- 1999 : Human Traffic : Jip (John Simm)
- 1999 : Carrie 2 : La Haine : Erik Stark (Zachery Ty Bryan)
- 2000 : Je rêvais de l'Afrique : Emanuele à 17 ans (Garrett Strommen (en))
- 2000 : High Fidelity : Justin (Ben Carr)
- 2001 : Harvard Story : Alan Jensen (Adrian Grenier)
- 2001 : Destination Londres : Brian Connors (Brandon Tyler)
- 2001[n 5] : American Campers : Jasper (Keram Malicki-Sánchez)
- 2001 : Bones : Jimmy Bones (Calvin « Snoop Dogg » Cordozar Broadus)
- 2001 : Bully : Bobby Kent (Nick Stahl)
- 2002 : Les Lois de l'attraction : Paul Denton (Ian Somerhalder)
- 2002 : American Party : Van Wilder, relations publiques : Hutch (Teck Holmes)
- 2002 : Le Nouveau : Gil Harris / Dizzy Harrison (DJ Qualls)
- 2002 : Ultimate X : Le film : lui-même (Tony Hawk) (film documentaire)
- 2002 : Paid in Full : Calvin (Kevin Carroll (en))
- 2003 : Master and Commander : De l'autre côté du monde : Hollom (Lee Ingleby)
- 2003 : Lara Croft : Tomb Raider, le berceau de la vie : Xien (Terence Yin)
- 2004 : 11:14 : Eddie (Ben Foster)
- 2004 : Les Notes parfaites : Kyle (Chris Evans)
- 2004 : Street Dancers : David (Omarion Grandberry)
- 2004 : Fighter in the Wind : Chun-bae (Jung Tae-woo (en))
- 2004 : New Police Story : Fung (Nicholas Tse)
- 2004 : Thunderbirds : Alan Tracy (Brady Corbet)
- 2004 : Vanity Fair : La Foire aux vanités : George Osborne (Jonathan Rhys-Meyers)
- 2005 : La Guerre des Mondes : Robbie (Justin Chatwin)
- 2005 : Mr et Mrs Smith : Benjamin Danz (Adam Brody)
- 2005 : La Coccinelle revient : lui-même (Jimmie Johnson)
- 2005 : Otage : Kevin Kelly (Marshall Allman)
- 2005 : Casanova : Giovanni Bruni (Charlie Cox)
- 2005 : Zig Zag, l'étalon zébré : Junior de Trenton (Joshua Jackson) (voix) et Reggie (Jeff Foxworthy) (voix)
- 2006 : Admis à tout prix : Sherman Schrader (Jonah Hill)
- 2006 : Dance with Me : Eddie (Marcus T. Paulk (en))
- 2006 : American Dreamz : Iqbal Riza (Tony Yalda)
- 2006 : Destination finale 3 : Ian McKinley (Kris Lemche)
- 2006 : Inside Man : L'Homme de l'intérieur : Steve-O (James Ransone)
- 2006 : Lucky Girl : Jake Hardin (Chris Pine)
- 2006 : Par effraction : Miro (Rafi Gavron)
- 2007 : À vif : Ethan (John Magaro)
- 2007 : Ghost Rider : Johnny Blaze jeune (Matt Long)
- 2008 : Las Vegas 21 : Ben Campbell (Jim Sturgess)
- 2008 : Shaolin Basket : Fong-Shi-Jie (Jay Chou)
- 2008 : La Cité de l'ombre : Doon Harrow (Harry Treadaway)
- 2008 : Day Watch : le jeune Légor (Dmitri Martinov)
- 2008 : Le Fils de Rambow : Lawrence (Ed Westwick)
- 2009 : Un mariage de rêve : John Whittaker (Ben Barnes)
- 2009 : John Rabe, le juste de Nankin : Dr Georg Rosen (Daniel Brühl)
- 2009 : Transformers 2 : La Revanche : Leo Spitz (Ramón Rodríguez)
- 2009 : Fame : Victor Taveras (Walter Pérez)
- 2009 : Rec 2 : Tito (Pau Poch (es))
- 2010 : Petits Meurtres à l'anglaise : Tony (Rupert Grint)
- 2010 : Prince of Persia : Les Sables du Temps : Bis (Reece Ritchie)
- 2010 : Comme chiens et chats : La Revanche de Kitty Galore : Lou (Neil Patrick Harris)
- 2010 : Piranha 3D : Jake Forester (Steven R. McQueen)
- 2010 : Sexy Dance 3D : Carlos (Oren « Flearock » Michaeli)
- 2011 : Le Dernier des Templiers : Kay (Robert Sheehan)
- 2011 : Cheval de guerre : Gunther (David Kross)
- 2011 : The Raid : Mad Dog (Yayan Ruhian)
- 2011 : Détective Dee : Le Mystère de la flamme fantôme : Pei Donglai (Chao Deng)
- 2012 : Le Territoire des loups : Todd Flannery (Joe Anderson)
- 2012 : StreetDance 2 : Eddie (George Sampson)
- 2012 : Tucker et Dale fightent le mal : Chad (Jesse Moss)
- 2013 : Du plomb dans la tête : Taylor Kwon (Sung Kang)
- 2013 : Dans l'ombre de Mary : Robert B. Sherman (B. J. Novak)
- 2014 : Duels : Boyd (Josh Henderson)
- 2014 : Balade entre les tombes : Peter Kristo (Boyd Holbrook)
- 2015 : Le Roi Scorpion 4 : La Quête du pouvoir : Drazen (Will Kemp (en))
- 2015 : The Program : Floyd Landis (Jesse Plemons)
- 2016 : Deadpool : Jeremy, le livreur de pizza (Style Dayne)
- 2016 : Le Livre de la jungle : l'armadillo [Qui ?] (voix)
- 2016 : Joyeux Bordel ! : Nate (Karan Soni)
- 2016 : Tu ne tueras point : Harold Doss (Nathaniel Buzolic)
- 2016 : USS Indianapolis: Men of Courage : Bama (Matt Lanter)
- 2016 : Alleycats : Will (Jordan Stephens (en))
- 2016 : Popstar : Célèbre à tout prix : Hunter (Chris Redd (en))
- 2017 : D'abord, ils ont tué mon père : ? (?)
- 2017 : Section 99 : Wilson (Tom Guiry (en))
- 2018 : Pentagon Papers : ? (?)
- 2018 : L'Espion qui m'a larguée : Lukas, le chauffeur de taxi (Kev Adams)
- 2018 : Bleach : Uryū Ishida (Ryō Yoshizawa)
- 2019 : Close : Nabil (George Georgiou)
- 2019 : Tu emmènerais qui sur une île déserte ? (es) : Abril (Abril Zamora (es))
- 2019 : Le Gangster, le Flic et l'Assassin : Kang Kyeong-ho, l'assassin (Kim Seong-kyu (en))
- 2019 : Cats : Mungojerrie (Danny Collins)
- 2019[n 6] : L'Homme du labyrinthe : ? (?)
- 2019 : Froide Vengeance : Joey (Noah Le Gros)
- 2020 : Peninsula : Kim (Kwon Hae-hyo)
- 2020 : Songbird : Adam W [Qui ?]
- 2021 : Free Guy : lui-même (Tyler « Ninja » Blevins)
- 2021 : Freaks Out : Cencio (Pietro Castellitto)
- 2022 : Comment je suis tombée amoureuse d'un gangster : ? (?)
- 2022 : The Pirates : À nous le trésor royal ! (en) : Woo Moo-chi (Kang Ha-neul)
- 2022 : F*ck l'amour, toujours ! (en) : Jim (Géza Weisz)
- 2022 : Madea : Retour en fanfare : ? (?)
- 2022 : La Bulle : Gunther (Harry Trevaldwyn (en))
- 2022 : Le Secret de la cité perdue : l'officier Juarez (Raymond Lee)
- 2023 : The Flash : le serveur de la sandwicherie (Kieran Hodgson (en))
- 2023 : Fair Play : Rory (Sebastian de Souza)
- 2023 : Ferrari : Romolo Tavoni (Giuseppe Attanasio)
- 2023 : Joy Ride : Clarence (Desmond Chiam)
- 2024 : Sexy Maddalena (it) : Leonardo (Alessandro Tiberi (it))
- 2024 : Mufasa : Le Roi lion : Zazu (Preston Nyman)[14] (voix)
- 2025 : Vous êtes cordialement invités : ? (?)
- 2025 : Destination finale : Bloodlines : Erik Campbell (Richard Harmon)
- 2025 : A Working Man : Dimitri « Dimi » Kolisnyk (Maximilian Osinski (en))

#### Films d'animation
- 1965[n 7] : Joyeux Noël, Charlie Brown ! : Charlie Brown (1er doublage)
- 1984[n 8] : Nausicäa de la vallée du vent : Asbel (2e doublage)
- 1984[n 9],[15] : Luke l'Invincible : Luke (2e doublage)
- 1992 : Noël chez les Muppets : Scrooge enfant
- 1995 : Dingo et Max : PJ
- 1995 : Le Petit Dinosaure : La Source miraculeuse : Hyp
- 1996 : Le Noël du vilain petit canard : Omar
- 1997[n 10] : Neon Genesis Evangelion: Death and Rebirth : Kaworu Nagisa
- 1997[n 10] : The End of Evangelion : Kaworu Nagisa
- 1998 : Les Razmoket, le film : Tommy Casse-Bonbon
- 2000 : Dingo et Max 2 : Les Sportifs de l'extrême : PJ
- 2000 : Les Razmoket à Paris, le film : Tommy Casse-Bonbon
- 2003 : Les Razmoket rencontrent les Delajungle : Tommy Casse-Bonbon
- 2003 : Barbie et le Lac des cygnes : Ivan
- 2004 : Barbie : Cœur de princesse : Julian
- 2006 : Cars : Booster
- 2006 : L'Âge de glace 2 : Eddie[n 11]
- 2007 : Tous à l'Ouest : William Dalton
- 2007[n 12] : Evangelion: 1.0 You Are (Not) Alone : Kaworu Nagisa
- 2008 : Les Aventures de Impy le Dinosaure : Monty
- 2008 : Next Avengers: Heroes of Tomorrow : Francis Barton / Hawkeye II
- 2009 : Le Monde merveilleux de Impy : Monty
- 2009 : L'Âge de glace 3 : Le Temps des dinosaures : Eddie[n 11]
- 2009 : La Légende de Despereaux : Despereaux
- 2009[n 12] : Evangelion: 2.0 You Can (Not) Advance : Kaworu Nagisa
- 2010 : Batman et Red Hood : Sous le masque rouge : Dick Grayson / Nightwing et Jason Todd / Robin jeune
- 2010 : Fantastic Mr. Fox : Ash Fox[n 13]
- 2010 : La Princesse et la Grenouille : le Prince Naveen
- 2011 : The Prodigies : Jimbo enfant
- 2011 : Eden : Adam (court métrage)
- 2011 : Les As de la jungle : Opération banquise : Pong (création de voix)
- 2011 : LEGO Star Wars : La Menace Padawan : Anakin Skywalker
- 2012 : L'Âge de glace 4 : La Dérive des continents : Eddie[n 11]
- 2012[n 12] : Evangelion: 3.0 You Can (Not) Redo : Kaworu Nagisa
- 2013 : Lego Batman, le film : Unité des super héros : Robin
- 2013 : L'Apprenti Père Noël et le Flocon magique : Randolf
- 2015 : Batman vs. Robin : Dick Grayson / Nightwing
- 2015 : Batman Unlimited : L'Instinct animal : Tim Drake / Red Robin[n 14]
- 2015 : Batman Unlimited : Monstrueuse Pagaille : Tim Drake / Red Robin[n 14]
- 2015 : Adama : Maximin
- 2016 : L'Âge de glace : La Grande Chasse aux œufs : Eddie[n 11] et Crash[n 15],[n 16] (court métrage)
- 2016 : L'Âge de glace : Les Lois de l'Univers : Eddie[n 11]
- 2016 : Rock Dog : Bodi
- 2017 : Zombillénium : Steven
- 2018 : Nouvelle Génération : Wang Nima
- 2018 : Ralph 2.0 : eBoy
- 2019 : Blanche Neige, les souliers rouges et les 7 nains : Pino Noki Kio
- 2019[n 17] : KonoSuba, le film : Legend of Crimson : Vanir
- 2020 : Calamity, une enfance de Martha Jane Cannary : Samson
- 2021 : Evangelion: 3.0+1.0 Thrice Upon a Time : Kaworu Nagisa
- 2021 : Même les souris vont au paradis : le raton laveur et les frères de Whizzy
- 2021 : Seal Team : Une équipe de phoques ! : un jeune phoque et un rémora rayé
- 2022 : L'Âge de glace : Les Aventures de Buck Wild : Eddie
- 2022 : Bubble : Isozaki
- 2022 : Beavis and Butt-Head Do the Universe : Beavis
- 2023 : Lupin III vs. Cat's Eye : Goemon
- 2023 : Super Mario Bros. le film : un Toad garde du château
- 2023 : Nimona : Diego l'écuyer
- 2024 : Haikyū!! : La Guerre des poubelles : Kōshi Sugawara[16]
- 2024 : Piece by Piece : Justin Timberlake[n 18]
- 2025 : Plankton, le film (en) : voix additionnelles

### Télévision

#### Téléfilms
- Jesse Moss dans :
  - Le Regard d'une mère (2008) : Jordan Bates
  - L'Ombre du harcèlement (2013) : Brian
- Robbie Amell dans : 
  - Scooby-Doo : Le mystère commence (2009) : Fred Jones
  - Scooby-Doo et le Monstre du lac (2010) : Fred Jones
- 2003 : Drôles de vacances : Louis Stevens (Shia LaBeouf)
- 2003 : Cadet Kelly : Brad (Shawn Ashmore)
- 2004 : À la dérive : Nick Hartman (Mike Erwin)
- 2004 : Pour que la vie continue... : Reed Ellison (Ryan Hudson)
- 2005 : La Naissance d'une nouvelle star : Jordan Cahill (Taran Killam)
- 2006 : Le Bal de fin d'année : Brandon Williams (Sam Jones III)
- 2009 : Les Cheetah Girls : Un monde unique : Derek (Kyle Schmid)
- 2010 : La Colère de Sarah : Walter Byrd (Shomari Downer)
- 2011 : Mes parrains sont magiques, le film : Grandis Timmy : Chester (Chris Anderson) et Poof (Randy Jackson)
- 2012 : Panique sur Seattle : Ben Jefroe (Matty Finochio)
- 2012 : Un plan diabolique : Brandon (Brian Borello)
- 2021 : Le Mauvais Choix de ma meilleure amie : Rex (Tyler Lain)

#### Séries télévisées
- Matt Lanter dans (4 séries) :
  - Commander in Chief (2005-2006) : Horace Calloway (18 épisodes)
  - Shark (2006) : Eddie Linden (3 épisodes)
  - 90210 Beverly Hills : Nouvelle Génération (2009-2013) : Liam Court (98 épisodes)
  - Star-Crossed (2014) : Roman (13 épisodes)
- Harry Treadaway dans (4 séries) :
  - Penny Dreadful (2014-2016) : Dr Victor Frankenstein (27 épisodes)
  - Mr. Mercedes (2017-2018) : Brady Hartsfield / Mr. Mercedes (20 épisodes)
  - Star Trek: Picard (2020) : Narek (saison 1)
  - La Mort à nu (en) (2023) : David Hunter (6 épisodes)
- Lee Thompson Young dans :
  - Jett Jackson (1998-2001) : Jett Jackson (65 épisodes)
  - South Beach (2006) : Alex Bauer (5 épisodes)
  - Smallville (2006-2010) : Victor Stone / Cyborg (3 épisodes)
- Zach Braff dans :
  - Scrubs (2001-2010) : Dr John « JD » Dorian (175 épisodes)
  - Cougar Town (2012) : Zach Braff[n 19] / le livreur de pizza (saison 3, épisode 5)
  - Bad Monkey (2024) : Israel O'Peele
- Cody Kasch dans :
  - Desperate Housewives (2004-2011) : Zachary « Zach »Young (37 épisodes)
  - New York, unité spéciale (2005) : Kyle Ackerman (saison 7, épisode 6)
  - Les Experts (2009) : Tommy Baker (saison 10, épisode 6)
- Richard Harmon dans :
  - Caprica (2010) : Heracles / Tad (épisodes 5 et 7)
  - Bates Motel (2013-2014) : Richard Sylmore (4 épisodes)
  - Les 100 (2014-2020) : John Murphy (89 épisodes)
- Jorgito Vargas, Jr. (de) dans :
  - Stargate SG-1 (1997) : Abu (saison 1, épisode 3)
  - Power Rangers : Force Cyclone (2003) : Blake Bradley / Ranger Tonnerre bleu (36 épisodes)
- Kyle Howard (en) dans :
  - La croisière s'amuse, nouvelle vague (1998-1999) : Danny Kennedy (25 épisodes)
  - Friends (2001) : Alan Lewis (saison 7, épisode 18)
- Christopher Khayman Lee dans :
  - Power Rangers : Dans l'espace (1998) : Andros / Power Ranger Rouge (43 épisodes)
  - Power Rangers : L'Autre Galaxie (1999) : Andros / Power Ranger Rouge (épisodes 30 et 31)
- Greg Rikaart dans :
  - Les Feux de l'amour (depuis 2003) : Kevin Fisher (1557 épisodes - en cours)
  - Bones (2013) : Jeffrey Baxter (saison 9, épisode 2)
- Andrew Lawrence dans :
  - United States of Tara (2009) : Jason Maurio (saison 1)
  - Hawaii 5-0 (2013-2018) : Eric Russo (17 épisodes)
- Michael Zegen dans :
  - Boardwalk Empire (2011-2014) : Benjamin « Bugsy » Siegel (11 épisodes)
  - La Fabuleuse Madame Maisel (2017-2023) : Joel Maisel (43 épisodes)
- Ben Feldman dans :
  - Silicon Valley (2014-2019) : Ron LaFlamme (13 épisodes)
  - Allô la Terre, ici Ned (en) (2020) : Ben Feldman (épisode 16)
- Eric Balfour dans :
  - Ray Donovan (2016) : Nick Lowell (saison 4, épisode 7)
  - Wilderness (2023) : Garth (mini-série)
- Edmund Donovan (en) dans :
  - Betty (2020) : Bambi (saison 1)
  - Gossip Girl (2021-2023) : Scott Kovacs (4 épisodes)
- 1992 : Inspecteur Lewis : Ken Lewis (Matt Terdre) (saison 6, épisode 5)
- 1994 : Le Retour des Incorruptibles : Billy (Brendan L. Hutt) (saison 2, épisode 10)
- 1994-1995 : La Vie à cinq : Artie Baum (Michael Shulman (en)) (saison 1)
- 1996-1998 : Beetleborgs : Roland Williams / Beetleborg Hunter vert / Beetleborg Titanium Argent (Metallix) (Herbie Baez)
- 1996-1998 : Océane : Jason Bates (David Hoflin (en)) (2e voix)
- 1997 : Chair de poule : Zane (Hayden Christensen) (saison 2, épisodes 24 et 25) et Ray (Marc Marut) (saison 2, épisodes 20 et 21)
- 1998 : Contre vents et marées : Thomas (Christian Näthe)
- 1998-2007 / 2010 / 2017 : Amour, Gloire et Beauté : Clarke « C. J. » Garrison Jr. (Mick Cain (en))
- 1999-2000 : Le Flic de Shanghaï : Patrick (Joel Berti) (saison 2, épisode 9)
- 2000 : Au-delà du réel : L'aventure continue : Zach Henniger (Joseph Gordon-Levitt) (saison 6, épisode 18)
- 2000-2001 : Crash Zone : Marcello Di Campili (Paul Pantano (en))
- 2001-2002 : Special Unit 2 : Jonathan (Jonathan Togo) (12 épisodes)
- 2002 : Disparition : Charlie Keys (Adam Kaufman) (mini-série)
- 2002 : American Family (en) : Cisco Gonzalez (AJ Lamas (en))
- 2002-2008 : The Shield : Olman (Pablo Santos) (saison 1, épisode 2), Eduardo (Rainbow Borden) (saison 2, épisode 5), Louis (Cory Hardrict) (saison 2, épisode 10) et Lloyd Denton (Kyle Gallner) (saison 7)
- 2003 : Queer as Folk : Justin Taylor (Randy Harrison) (voix de remplacement, saison 3)
- 2003-2006 : Gilmore Girls : Marty (Wayne Wilcox) (10 épisodes)
- 2003-2008 : Smallville : Pete Ross (Sam Jones III) (2e voix, saisons 3 à 7)
- 2005 : Les Maîtres de l'horreur : Jak (Jonathan Tucker) (saison 1, épisode 3)
- 2005 : Power Rangers : Super Police Delta : Jack Landors (Brandon Jay McLaren) (38 épisodes)
- 2005 : État d'alerte : Kaz Moore (Barna Moricz) (mini-série)
- 2005 : 24 Heures chrono : Andrew Paige (Lukas Haas) (3 épisodes)
- 2005-2010 : Ghost Whisperer : Kirk Jensen (Ashton Holmes) (saison 1, épisode 9), Jamey Barton (Greg Cipes) (saison 2, épisode 2), Brad Ecker (Matthew Florida) (saison 3, épisode 11), Jonathan Harkness (Andrew James Allen) (saison 4, épisode 22), Paul Jett (Peter Vack) (saison 5, épisode 4) et Colin Dunning (Cole Williams (en)) (saison 5, épisode 17)
- 2006-2009 : Kyle XY : Declan McDonough (Chris Olivero) (43 épisodes)
- 2006-2011 : Hannah Montana : Jackson Stewart (Jason Earles) (98 épisodes)
- 2008-2010 : Les Sorciers de Waverly Place : Dean (Daniel Samonas) (9 épisodes)
- 2008-2011 : Physique ou Chimie : Jules de la Torre (Gonzalo Ramos) (59 épisodes)
- 2008-2013 : La Vie secrète d'une ado ordinaire : Richard « Ricky » Underwood (Daren Kagasoff) (121 épisodes)
- 2009-2011 : Lie to Me : Jake Hartman (James Immekus) (saison 2, épisode 9) et Lane « LJ » Bradley Jr (Soren Fulton) (saison 3, épisode 12)
- 2010 : L'Enfer du Pacifique : Merriell « Snafu » Shelton (Rami Malek) (mini-série)
- 2010 : Big Time Rush : Snopp Dogg (saison 2, épisodes 8 et 9)
- 2010-2012 : Undercovers : Bill Hoyt (Ben Schwartz) (13 épisodes)
- 2010-2017 : Pretty Little Liars : Dr Wren Kingston (Julian Morris) (20 épisodes)
- 2011-2013 : Body of Proof : Lonny Reed (Johnny Hopkins) (saison 1, épisode 2), Jack Gordon (Devon Graye) (saison 2, épisode 20) et Karl Simmons (Shawn Hatosy) (saison 3, épisodes 1 et 2)
- 2011 / 2014 : Borgia : Francesco Remolino D'Ilerda (Jiří Mádl) et Hippolyte d'Este (Marc Pickering)
- 2011-2017 : Switched : Tobias « Toby » Kennish (Lucas Grabeel) (103 épisodes)
- 2013 : Being Human : Max (Bobby Campo) (6 épisodes)
- 2013 : Derek : l'expert en autographe (Tom Basden (en)) (saison 1, épisode 4)
- 2013-2015 : Broadchurch : Oliver « Olly » Stevens (Jonathan Bailey) (16 épisodes)
- 2013-2015 : Nowhere Boys : Felix Ferne (Dougie Baldwin) (26 épisodes)
- 2014 : Journal d'une ado hors norme : Saul (Kieran Hardcastle) (saison 2)
- 2014 : Inspecteur Barnaby : Harry Calder (Jonathan Barnwell) (saison 16, épisode 5)
- 2014-2015 : NCIS : Nouvelle-Orléans : Orion (Roberto Aguire (es)) (saison 1, épisodes 9 et 11)
- 2015 : True Detective : Tony Chessani (Vinicius Machado (es)) (saison 2)
- 2015 : Justified : Earl (Ryan Dorsey) (saison 6)
- 2015 : Fargo : Rye Gerhardt (Kieran Culkin) (saison 2)
- 2015-2016 : Blunt Talk : Duncan Adler (Jason Schwartzman) (7 épisodes)
- 2015-2017 : Sense8 : Joong-ki Bak (Lee Ki-chan (en)) (8 épisodes)
- 2015-2017 : Vikings : Erlendur (Edvin Endre (sv)) (2e voix, saisons 3 et 4)
- 2015-2023 : Flash : Hartley Rathaway / Pied Piper (Andy Mientus (en)) (9 épisodes)
- 2016 : Shoot the Messenger (en) : Hassan Ali (Araya Mengesha (en))
- 2016-2018 : The Royals : le roi Robert Henstridge (Max Brown)
- 2016-2019 : Unbreakable Kimmy Schmidt : le jeune homme banane (Jonathan Braylock) (4 épisodes)
- 2016 / 2021 : Lucifer : Javier Junior (Manny Montana) (saison 1, épisode 10) et Keaton Call (Deyo Forteza) (saison 6, épisode 1)
- 2017 : Twin Peaks : Steven Burnett (Caleb Landry Jones) (saison 3)
- 2017 : Preacher : la voix du spot publicitaire [Qui ?] (saison 2, épisode 13)
- 2017-2018 : Shooter : Harris Downey (Jesse Bradford) (17 épisodes)
- 2017-2021 : American Gods : Technical Boy (Bruce Langley) (26 épisodes)
- 2018-2019 : Better than Us : Maxim (Maksim Derichev) (16 épisodes)
- 2019 : Insatiable : Stu, le bandit (Haroon Khan) (saison 2, épisode 5)
- 2019 : Traitors : Hugh Fenton (Luke Treadaway)
- 2019 : Jett (en) : Bobby (Gregg Lowe (en)) (4 épisodes)
- 2019 : Pennyworth : Jason Ripper (Freddy Carter) (saison 1)
- 2019 : Dollface : Dan Hackett (Macaulay Culkin) (saison 1, épisode 6)
- 2019-2020 : Single Parents (en) : Derek (Adam Brody) (7 épisodes)
- 2019 / 2021 : Cobra Kai : le principal Lopez (Jose Miguel Vasquez) (1re voix - saison 2, épisode 10) et Daniel LaRusso jeune (Ralph Macchio) (redoublage des scènes issues de Karaté Kid : Le Moment de vérité 2)
- depuis 2019 : The Boys : Sergei « Serge » / « Le Français » (Tomer Kapon)
- 2020 : Teenage Bounty Hunters : Miles Taylor (Myles Evans)
- 2020 : The Undoing : Fernando Alves (Ismael Cruz Córdova) (mini-série)
- 2020 : Veneno : Angelo (Ciro Petrone)
- 2020 : Sneaker Addicts (en) : « Sneakerhead » (Nick Heyman) (saison 1, épisode 5) et Jason Markk (Jason Markk) (saison 1, épisode 6)
- 2020-2023 : Valeria : Miriam (Laura Corbacho (es))
- depuis 2020 : Warrior : Hong (Chen Tang (en))
- 2021 : Sky Rojo : Christian (Enric Auquer (es)) (16 épisodes)
- 2021 : Harry Bosch : l'inspecteur Chris Collins (Carlos Miranda) (saison 7)
- 2021 : La Templanza : Luis El Comino (Ignacio Mateos) (4 épisodes)
- 2021 : La Roue du temps : l'ombre qui parle à Logain Ablar [Qui ?] (saison 1, épisode 4)
- 2022 : Obi-Wan Kenobi : Nari (Ben Safdie) (mini-série)
- 2022 : Mes parrains sont magiques : Encore + magiques : Timmy Turner (Caleb Pierce) (épisode 1)
- 2022 : Shantaram (en) : Ned (Erroll Shand) (épisodes 1 et 10)
- 2022-2023 : iCarly : Paul Denham (Josh Peck) (5 épisodes)
- depuis 2022 : Christian (it) : Davide (Antonio Bannò (it))
- depuis 2022 : Billy the Kid : Alex McSween (Luke Camilleri)
- 2023 : Abysses : Leon Anawak (Joshua Odjick) (mini-série)
- 2023 : Le Griffon : ? (?) (mini-série)
- 2023 : Lidia fait sa loi : Andrea Caracciolo (Dario Aita (it))
- 2023 : One Trillion Dollars (de) : ? (?) (mini-série)
- depuis 2023 : Platonic : Reggie (Andrew Lopez)
- 2024 : The Gentlemen : Jimmy Chang (Michael Vu)
- 2024 : Tracker : Milton (Sean O. Roberts)
- 2024 : The Acolyte : Mog Adana (Harry Trevaldwyn)
- 2024 : Bandits, bandits : Xanthus (Nikita Chronis)
- 2025 : The Studio : Miles (Devon Bostick) (saison 1, épisode 5)
- 2025 : Murderbot : Journal d'un AssaSynth : Ratthi (Akshay Khanna)

#### Séries d'animation
- 1992-2004 : Les Razmoket : Tommy « Casse-Bonbon » Cornichon
- 1993 : La Légende de l'Île au trésor : Jim Hawkins
- 1993-1994 : La Bande à Dingo : Pat « P.J. » Hibulaire Jr.
- 1995 : William et les bottes magiques : William
- 1995-1996[n 10] : Neon Genesis Evangelion : Kaworu Nagisa
- 1996 : Junior le terrible : Junior Healy
- 1996 : Tico et ses amis : Daniel
- 1996 : ReBoot : Enzo Matrix jeune
- 1997 : Couacs en vrac : Fifi Duck
- 1997-1998 : Princesse Sissi : Tommy
- 1997-1999 : Batman : Robin / Tim Drake (sauf saison 1, épisode 21)
- 1998 : Superman, l'Ange de Metropolis : Robin / Tim Drake
- 1998 : Papyrus : Papyrus
- 1998 : Gadget Boy : voix additionnelles
- 1999 : Alix : Enak
- 1999-2003 / 2010-2013 / 2023 : Futurama : Philip J. Fry / Nibbler (saisons 1 à 3)
- 2000 : Digimon Adventure : Matt Ishida et Gomamon
- 2000 : Ciné-Maniac (en) : Brandon Small
- 2001 : Digimon Adventure 02 : Matt Ishida, Gomamon, Agumon et Gabumon (derniers épisodes)
- 2001 : Shinzo : Mushra et Mushrambo
- 2002 / 2004-2007 : Totally Spies! : Boogie Gus, James (saison 1, épisode 18) et Martin Mystère (saison 5, épisode 14)
- 2002 : Kim Possible : Robin Trépide (voix de remplacement)
- 2003 : Mon Ami Marsupilami : Tony Boss (épisode 4)
- 2003-2006 : Martin Mystère : Martin Mystère
- 2004 : Razbitume ! : Tommy « Casse-Bonbon » Cornichon
- 2004-2008 : Les Bons Conseils de Célestin : Célestin
- 2005 : Skyland : Lee (épisode 3)
- 2005-2006 : Norman Normal : Norman Stone (2e voix, saisons 2 et 3)
- 2005-2007 : American Dragon: Jake Long : Jake Long
- 2005-2008 : Avatar, le dernier maître de l'air : Zuko le prince et seigneur du feu, un élève du dojo de la Terre (saison 2, épisode 6) et un élève de l'école du feu (saison 3, épisode 2)
- 2005-2008 : Batman : Robin / Dick Grayson
- 2006 : Lilo et Stitch, la série : Jake Long (épisode 64)
- 2006-2007 : Death Note : Light Yagami
- 2006 / 2010 / 2015 : South Park : Gordon Stolski, Michael Jefferson (Michael Jackson) (saison 8, épisode 6) et PewDiePie (saison 18, épisode 9)
- 2007 : Ben 10 : le grand-père Max rajeuni (épisode 42)
- 2007-2013 : Manny et ses outils : Danny Starr
- 2008 : Rahan : Enok
- 2008 : Le Petit Amadeus (de) : Monti
- 2007-2009 : Monster Buster Club : Danny
- 2008-2015 : Les Pingouins de Madagascar : Barry la rainette rouge, Fred l'écureuil (voix de remplacement), les jumeaux Vesuvius et l'écureuil roux
- 2008-2015 : Lucas la Cata : Xavier, Gaston et Nicolas
- 2009 : Garage Club : Spike
- 2009-2010 : Ben 10: Alien Force : Ben Tennyson[n 20] et Albedo
- 2009-2011 : Batman : L'Alliance des héros : Black Lightning, Kamandi, Robin / Nightwing, Speedy (1re voix), Paco (1re voix), Prez Rickard et voix additionnelles
- 2009-2011 : SpieZ ! Nouvelle Génération : Boogie Gus (épisode 7), Gus Junior (épisodes 7 et 42), Davey Hacker (épisodes 8, 22 et 39), Derek (épisode 10)
- 2009-2011 : Les Podcats : Senzo
- 2009-2017 : Mes parrains sont magiques : Foop et Benjamin Franklin (saisons 7 à 10)
- 2010 : Cars Toon : Ito-San et Boost (épisode Tokyo Martin)
- 2010-2011 : Diego et Ziggy : Diego
- 2010-2013 : 64, rue du Zoo : voix additionnelles (saisons 3 et 4)
- 2011 : Archer : Woodhouse jeune (saison 2, épisode 5)
- 2011 : Mission invisible : Vin
- 2011-2013 : Ben 10: Ultimate Alien : Ben Tennyson[n 20], Albedo (forme de Ben) et Inferno (1re voix)
- 2011-2015 : Robocar Poli : Buldo
- 2012 : Comment dessiner ? : Tébo
- 2012 : Scary Larry : Larry
- 2012-2013 : Le Petit Prince : Arobase et Dryas
- 2012 : La Ligue des justiciers : Nouvelle Génération : Robin / Tim Drake
- 2012-2014 : La Légende de Korra : Zuko le seigneur du feu
- 2013-2014 : Ben 10: Omniverse : Ben Tennyson[n 20], Albedo (forme humaine) et Truite azur
- 2014 : Julius Jr : Tit' Ours
- 2014[n 21] : Haikyū!! : Kochi « Suga » Sugawara
- 2014-2016 : Calimero : Mot, Jojo et Carottos Biscottos
- 2015 : DC Super Friends : Robin
- 2015-2016 : Bande de sportifs ! : Théo
- depuis 2015 : Alviiin !!! et les Chipmunks : Théodore Seville, Cheddar et Kevin
- 2016 : Pokémon Générations : Cornil
- 2016 : Bob l'éponge : voix diverses
- 2016 : Le Monde de Nina : Tio Javier, M. Lin et interprète du générique
- 2016-2017 : Atomic Puppet : Joey
- 2017[n 22] : Konosuba : Sois béni monde merveilleux ! : Vanir
- 2017-2018 : Les Aventures du Chat potté : Jack Sprat
- 2017-2021 : La Bande à Picsou : Fifi Duck
- 2018-2024 : Captain Tsubasa : Jun Misugi
- 2019 : Carole and Tuesday : Pyotr
- 2019[n 23] : Demon Slayer: Kimetsu no Yaiba : la 12e lune
- 2019-2020 : Steven Universe Future : Quartz Arc-en-ciel 2.0
- 2019-2020[n 22] : Kaguya-sama: Love is War : Kazeno
- 2019-2022 : Dragons : Les Gardiens du ciel : Voltige
- 2020 : Drifting Dragons : Mika
- 2020 : Team DroniX : Buck Roquette
- 2020 : Ollie et le Monstrosac : Rance
- 2020 : American Dad! : Prince (saison 17, épisode 20)
- 2020-2022 : Duncanville : Duncan
- 2020-2022 : Uzaki-chan Wants to Hang Out! : Sakurai Shin'ichi
- 2021 : Saturday Morning All Star Hits! (en) : Randy
- 2021-2022 : Ranking of Kings : Ombre
- depuis 2021 : Link Click : Liu Min
- depuis 2021 : Les Razmoket : Tommy « Casse-bonbon » Cornichon
- depuis 2021 : Deer Squad : Les Super-cerfs : M. Métal
- 2022 : Le Cuphead Show ! : Cuphead
- 2022 : Trivia Quest : Willy
- 2022 : Cyberpunk: Edgerunners : David Martinez
- 2022 : Spy × Family : Bond Forger[17] (1re voix, saison 1[18])
- 2022 : Central Park : Gannon et Marcus
- 2022 : Dragon Age: Absolution (en) : Rezaren
- 2022 : Chainsaw Man : Beam
- 2022 : Bugs Bunny Constructeurs : Tibs
- 2022 : Call of the Night : Akihito
- depuis 2022 : Transformers : EarthSpark : Bumblebee
- depuis 2022 : Beavis et Butt-Head : Beavis
- 2023 : Kung Fu Panda : Le Chevalier Dragon : B'ah
- 2023 : Edens Zero : Faye
- 2023 : Ranking of Kings : Le Trésor du courage : Ombre
- 2023 : Le Pavillon des hommes : Mizuno
- 2023 : Oshi no ko : Piyeon
- 2023 : Strange Planet (en) : Fragile
- 2023 : Diable malgré lui : Bobby Philmore et voix additionnelles
- 2023 : Captain Laserhawk: A Blood Dragon Remix : voix additionnelles
- 2023 : Onimusha (en) : Sahei
- 2023 : Scott Pilgrim prend son envol : Wallace Wells[n 24]
- 2023-2024 : Undead Unluck : M. Billy
- 2023-2024 : Véra : Fred Jones[n 25]
- 2024 : Dépravé : Tim (création de voix)
- 2024 : Ariel : Hermès[n 26]
- 2025 : Dandadan : Hayashi chanteur (version ADN)

### Fictions et livres audio
- 2017 : Clyde Vanilla d'Antoine Daniel : Holista (série audio)
- 2019 : Death Note : Light Yagami (éd. Audiolib)
- 2021 : Jack et la Grande Aventure du Cochon de Noël : le Cochon de Noël  (éd. Audible.com)

### Jeux vidéo
- 1998 : TKKG : Le secret des Mayas : Tom
- 1998 : L'Affaire Zack le chien : Cap
- 1999 : Les Razmoket : À la recherche de Reptar : Tommy Casse-Bonbon
- 2000 : Donald Duck Couak Attack : Fifi
- 2003 : Crash Nitro Kart : Dingodile
- 2003 : Futurama : Philip J. Fry
- 2004 : Crash TwinSanity : Dingodile
- 2005 : Jade Empire : L’assassin du Lotus aux Deux-Fleuves ; Chui le marchand
- 2005 : Tristan et les Trois Mousquetaires : Tristan et D'Artagnan
- 2005 : Sethi et le Chevalier félon : Marco Polo
- 2005 : Chicken Little : Chicken Little
- 2006 : Kingdom Hearts 2 : Chicken Little
- 2007 : Bienvenue chez les Robinson : Wilbur
- 2008 : Le Monde de Narnia : Le Prince Caspian : le prince Caspian
- 2009 : Dragon Age: Origins : voix additionnelles
- 2009 : Bakugan Battle Brawlers : Dan Kuso
- 2009 : Need for Speed: Undercover : Chau wu
- 2010 : Batman : L'Alliance des héros : Robin et Black Lightning
- 2010 : The Kore Gang : Madboy
- 2011 : Cars 2 : Nigel Gearsley
- 2011 : Batman: Arkham City : Robin / Tim Drake
- 2012 : Binary Domain : Charles Gregory
- 2013 : Batman: Arkham Origins : Robin / Tim Drake
- 2014 : Borderlands: The Pre-Sequel! : Davis Pickle
- 2015 : Batman: Arkham Knight : Robin / Tim Drake
- 2018 : Detroit: Become Human : Léo Manfred
- 2018 : Lego DC Super-Vilains : Robin / Tim Drake et le Maître des Miroirs
- 2020 : Immortals Fenyx Rising : Fenyx (homme)
- 2021 : Ratchet and Clank: Rift Apart : voix additionnelles
- 2025 : Mafia: The Old Country : Cesare Massaro

### Direction artistique

#### Films
- 2021 : Major Grom : Le Docteur de peste
- 2022 : Madea : Retour en fanfare (avec Christophe Lemoine)
- 2023 : Sharper
- 2023 : Tetris
- 2023 : The Beanie Bubble (en)
- 2023 : Zom 100 : La Liste de la mort
- 2023 : Un jour et demi
- 2024 : Prise au jeu (en)
- 2025 : Madea : Mariage exotique (en)

#### Séries télévisées
- 2021 : The Silent Sea
- 2022-2023 : Super Noël, la série
- depuis 2022 : Loot
- depuis 2022 : Severance
- depuis 2022 : Trying (à partir de la saison 3)
- 2022 : Wedding Season (en) (avec Mathias Kozlowski et Laura Blanc)
- 2024 : Avatar, le dernier maître de l'air
- 2024 : Extraordinary (saison 2)
- 2025 : Adults

#### Séries d'animation
- 2021-2022 : Wolfboy et la fabrique de l'étrange (en)
- depuis 2021 : Link Click
- 2022 : Gambling School Twin
- 2022 : Little Demon (en)
- 2023 : Maniac par Junji Itō : Anthologie Macabre
- 2023 : Captain Laserhawk: A Blood Dragon Remix
- depuis 2023 : Kiff
- 2025 : Gagné ou Perdu (en)
- 2025 : Devil May Cry (en)

## Voix off

### Émissions
- 2002-2003 : voix off de l'habillage de Canal J : Zaka (en remplacement de Donald Reignoux).
- 2005-2012 : voix off de présentation de Gros Cartoon sur Gulli.
- 2006-2009 : voix off de l'habillage pour l'émission jeunesse Toowam de France 3.
- 2013-2017 : voix off de Disney Infinity[4].

### Publicités
- Time Machine (Dujardin)
- Waze : la voix du chien

### Documentaire
- 2019 : American Factory : Un milliardaire chinois en Ohio

### YouTube
- 2023 : Maison à 1$ VS 100 000 000 $ de MrBeast : lui-même (Justin Timberlake)
- 2025 : Les Pire Super-héros ft. Mastu et Anyme de Raska

## Chansons
- 1991 : Le Rock des divorcés, générique de fin du film Génial, mes parents divorcent ! (paroles : Guila Braoudé ; musique : Jacques Davidovici), des éditions productions Georges Mary / AFCL Productions ;
- 1995 : Les Aventures de Sonic le Hérisson, générique du dessin animé Les Aventures de Sonic ;
- 1995 : générique du dessin animé Les Aventures de Robin des Bois ;
- 1995 : générique du dessin animé Wish Kid ;
- 2004 : générique du dessin animé Moi Willy, fils de rock star ;
- 2010 : générique du dessin animé Babar : Les Aventures de Badou ;
- 2022 : reprise du générique Les Aventures de Sonic dans une nouvelle version plus moderne, avec le groupe Kickban[19] ;
- 2023 : reprise du générique Les Aventures de Robin des Bois dans une nouvelle version plus moderne, avec le groupe Kickban[20].